# William Akabi-Davis
William Michael Jeffrey Akabi-Davis (ur. 3 sierpnia 1962 we Freetown) – sierraleoński lekkoatleta specjalizujący się w biegach sprinterskich oraz średniodystansowych, reprezentant Sierra Leone na Letnich Igrzyskach 1980 w Moskwie.
W roku 1980 na Letnich Igrzyskach Olimpijskich 1980 był uczestnikiem biegu na 400 m. Rywalizację zakończył na rundzie kwalifikacyjnej, zajmując szóste miejsce w biegu kwalifikacyjnym numer 6. Bieg ukończył z czasem 50.80, pokonując o ponad dwie sekundy rodaka z innego biegu Sahra Kendora (52,98).
Wraz z Walterem Duringiem, Rudolphem George’em i Sheku Boimą reprezentował Sierra Leone w sztafecie 4 × 100 metrów. Kadra zajęła przedostatnie miejsce, kończąc bieg z czasem 42,53. Za Sierra Leone została sklasyfikowana drużyna Kuby, która nie ukończyła biegu. Brał udział również w sztafecie 4 × 400 m. Sztafeta 4 × 400 m w składzie z Jimmym Massallayem, Sahrem Kendorem oraz George’em Branche zajęła ostatnie miejsce w biegu kwalifikacyjnym numer jeden. Czas z jakim kadra Sierra Leone ukończyła bieg – 3:25,0 okazał się najsłabszym rezultatem spośród wszystkich ekip.